# کان (دهانه)
کان یک دهانه برخوردی در ماه‌ است.

## دهانه‌های اقماری
این دهانه ۳ دهانه اقماری دارد.
| Kane | عرض جغرافیایی | طول جغرافیایی | قطر          |
| ---- | ------------- | ------------- | ------------ |
| A    | ۶۱.۲° N       | ۲۷.۰° E       | ۵.۰ کیلومتر  |
| G    | ۵۹.۲° N       | ۲۵.۳° E       | ۱۰.۰ کیلومتر |
| F    | ۵۹.۶° N       | ۲۳.۱° E       | ۷.۰ کیلومتر  |